# Sputtgöl (Hjorteds socken, Småland, vid Slätmo)
Sputtgöl är en sjö i Västerviks kommun i Småland och ingår i Marströmmens huvudavrinningsområde.